# Kiberpartizani
Kiberpartizani (belorusko: кіберпартызаны, rusko: киберпартизаны) so decentralizirana anonimna skupina aktivistov/haktivistov iz Belorusije, ki se je pojavila septembra 2020. Znani so po različnih kibernetskih napadih na belorusko vlado, vladne institucije in vladne agencije. Strokovnjaki ugotavljajo, da so "tako prefinjeni in napadajo na več ravneh, da tega niso videl nikjer prej, razen v filmih".

## Zgodovina
Kiberpartizani so nastali septembra 2020 po beloruskih predsedniških volitvah in ob kasnejših protestih proti poneverbam, ki naj bi jih storil aktualni predsednik Aleksander Lukašenko, ter policijski brutalnosti oblasti.
Sprva so bila dejanja skupine simbolična: vdrli so v spletna mesta državnih medijev in predvajali videoposnetke, ki prikazujejo prizore policijske brutalnosti. Na policijski seznam najbolj iskanih so vstavil imeni Lukašenka in ministra za notranje zadeve Jurija Karajeua ter popisali vladna spletna mesta z rdečo-belo državno zastavo, ki so ji protestniki dali prednost pred uradno belorusko rdeče-zeleno zastavo.
V intervjuju za Bloomberg so hekerji povedali nekaj podrobnosti o sebi: gre za 15 ljudi, noben od katerih ni profesionalni heker. Od njih le trije ali štirje izvajajo vdore, drugi se ukvarjajo z analizo pridobljenih podatkov. Vsi so beloruski IT-specialisti. Svoje dejavnosti opisujejo kot etično hekanje, saj so aktivnosti uperjene samo proti državi in ne povzročajo škode navadnim državljanom.
Sodelujejo s skupino BYPOL, ki jo sestavljajo nekdanji beloruski policisti, ki delujejo proti Lukašenkovi vladi. Njihovo poznavanje strukture podatkovnih zbirk pomaga pri načrtovanju in izvajanju potez partizanov.
Julija 2021 so vdrli v najbolj občutljive zbirke podatkov Ministrstva za notranje zadeve. Pridobljeno gradivo vključuje arhiv tajno posnetih telefonskih pogovorov, ki obsega skoraj 2 milijona minut zvoka, sezname domnevnih policijskih obveščevalcev, osebne podatke o najvišjih vladnih uradnikih, video posnetke, zbrane s policijskih dronov in priporov. Dobili so tudi dostop do zbirk podatkov za potne liste, vsa registrirana motorna vozila, posnetke s kamer v izolacijskih celicah zapora Okrestina, statistiko umrljivosti. Slednje so delili z novinarji, ki so izračunali presežno umrljivost med pandemijo covida-19 v Belorusiji. Ugotovili so, da je od marca 2020 do marca 2021 ta številka znašala 32 tisoč ljudi - 14,4-krat več od uradnih poročil.
Skupina je objavila podatke o potnih listih Lukašenka in njegovih sinov, da bi dokazala, da so res vdrli v to bazo podatkov. Partizani so v intervjujih tudi povedali, da so sabotirali več varnostnih kamer in računalniških omrežij. 

## Reakcija
Antropologinja Gabriella Coleman, profesorica na Univerzi McGill in strokovnjakinja za hekersko skupino Anonymous, je za Bloomberg komentirala: “Mislim, da jih ni veliko. Vzporednice so tako sofisticirane in napadajo na več ravneh. Tega nisem videla prej, razen v filmih”».
Po besedah izredne profesorice Tetyane Lokot z Mestne univerze Dublina, ki je specializirana za vprašanja protestov in digitalnih pravic v Vzhodni Evropi: »Če se Lukašenko kdaj na koncu sooči s pregonom na Mednarodnem kazenskem sodišču, bodo ti zapisi izjemno pomembni.«
Vodja beloruskega KGB-ja Ivan Tertel je v govoru na državni televiziji 30. julija 2021 dejal, da je prišlo do "hekerskih napadov na osebne podatke" in "sistematičnega zbiranja podatkov" ter za to obtožil "tuje posebne službe".
Andrej Sannikov, nekdanji beloruski diplomat in kandidat leta 2010 na predsedniških volitvah v Belorusiji, je v intervjuju za MIT Technology Review dejal, da »zločine režima delajo pregledne. Podatki, ki jih pridobijo z vdorom v državo, so res zelo zgovorni pri pričanju kriminalnih dejavnosti režima proti državljanom.